# Rode (Bíblia)

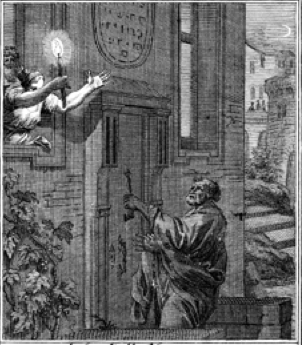
Peter Returns, de Johann Christoph Weigel, 1695. Roda aparece na parte superior esquerda da pintura.

Rode (em hebraico: רודה, cujo significado é "rosa") é uma personagem menor do Novo Testamento. Ela só aparece em Atos 12:12–15. 